# Josef Stefan
Josef Stefan (tiếng Slovene: Jožef Štefan; 24 tháng 3 năm 1835 - 7 tháng 1 năm 1893) là một nhà vật lý, toán học, và nhà thơ gốc Slovenia của Đế quốc Áo.

## Cuộc sống và công việc
Stefan được sinh ra ở một ngôi làng xa xôi của St. Peter (Tiếng Hindi: Sveti Peter; ngày nay, một quận của Klagenfurt) thuộc Đế quốc Áo (nay thuộc Áo) cho cha Aleš (Aleksander) Stefan, sinh năm 1805, và mẹ Marija Startinik, sinh năm 1815. Cha mẹ của ông đều là người dân tộc Slovenia, kết hôn khi Josef 11 tuổi. Gia đình Stefan là một gia đình khiêm tốn. Cha anh là một trợ lý máy xay xát và mẹ anh làm người giúp việc. Mẹ của Stefan mất năm 1863 và cha Stefan mất năm 1872.
Stefan học tiểu học ở Klagenfurt, nơi ông thể hiện tài năng của mình. Họ đề nghị ông tiếp tục đi học, vì vậy vào năm 1845, Stefan đã đến Klagenfurt Lyceum. Khi còn là một cậu bé 13 tuổi, ông đã trải qua năm cách mạng năm 1848, điều này đã truyền cảm hứng cho ông có thiện cảm với các tác phẩm văn học của người Slovenia.
Sau khi tốt nghiệp đứng đầu lớp ở trường trung học, ông đã cân nhắc trong thời gian ngắn về việc gia nhập Dòng Benedictine, nhưng sự quan tâm lớn của ông đối với vật lý đã thắng thế. Ông rời Vienna năm 1853 để học toán và vật lý. Giáo sư vật lý của ông trong phòng tập thể dục là Karel Robida, người đã viết cuốn sách giáo khoa vật lý tiếng Slovenia đầu tiên. Sau đó, Stefan đã có được công việc HDR trong ngành vật lý toán học tại Đại học Vienna năm 1858. Trong những năm sinh viên của mình, ông cũng đã viết và xuất bản một số bài thơ bằng tiếng Slovenia.
Stefan dạy vật lý tại Đại học Vienna, là Giám đốc của Viện Vật lý từ năm 1866, Phó Chủ tịch Viện Hàn lâm Khoa học Vienna, và là thành viên của một số tổ chức khoa học ở Châu Âu. Ông qua đời tại Vienna, Áo-Hungary. Cuộc đời và công việc của ông đã được nhà vật lý Janez Strnad nghiên cứu.